# Norrbomia stuckenbergi
Norrbomia stuckenbergi är en tvåvingeart som först beskrevs av Walter Leopold Victor Hackman 1967.  Norrbomia stuckenbergi ingår i släktet Norrbomia och familjen hoppflugor.
Artens utbredningsområde är Madagaskar. Inga underarter finns listade i Catalogue of Life.